# Marieke van den Ham
Marieke van den Ham (* 21. Januar 1983 in Wierden) ist eine ehemalige niederländische Wasserballspielerin. Sie gewann 2008 die olympische Goldmedaille.

## Sportliche Karriere
Die 1,69 m große Marieke van den Ham wurde mit der niederländischen Nationalmannschaft Neunte bei der Weltmeisterschaft 2001. Vier Jahre später erreichte sie bei der Weltmeisterschaft 2005 den zehnten Platz.
Bei den Olympischen Spielen in Peking belegten die Niederländerinnen in ihrer Vorrundengruppe den dritten Platz hinter den Ungarinnen und den Australierinnen. Mit einem 13:11 im Viertelfinale gegen Italien und einem 8:7 gegen die Ungarinnen erreichten die Niederländerinnen das Finale gegen die Mannschaft aus den Vereinigten Staaten. Mit einem 9:8 im Finale gewannen die Niederländerinnen die Goldmedaille. Marieke van den Ham erzielte im Turnierverlauf neun Treffer, davon einen im Finale.
Marieke van den Ham begann in Wierden mit dem Sport und war später bei den Polar Bears in Ede, mit denen sie zweimal die niederländische Meisterschaft gewann.